# Spilosoma jordansi
Spilosoma jordansi là một loài bướm đêm thuộc phân họ Arctiinae, họ Erebidae.